# Децим Юний Новий Приск
Де́цим Ю́ний Но́вий Приск (лат. Decimus Iunius Novius Priscus; умер после 80 года) — римский политический деятель из знатного плебейского рода Юниев, ординарный консул 78 года.

## Биография
Новий Приск был другом Сенеки Младшего и мужем некоей Антонии Флакциллы. Этот Приск, возможно, был отцом консула 78 года или им самим. Приск и его жена были обречены на вечное изгнание Нероном после неудачного заговора Пизона в 65 году.
В 78 году, в конце правления Веспасиана, Децим занимал должность ординарного консула вместе с Луцием Цейонием Коммодом. Марк Кокцей Нерва (в 71 году), Луций Валерий Катулл Мессалин (в 73-ьем), а также Приск и Коммод были, пожалуй, единственными ординарными консулами за всё время правления Веспасиана, которые не являлись представителями императорской семьи (обычно, ординарные консульства между собою распределяли сам император и два его сына).
Во время правления императора Тита, в 80 году, Приск был легатом-пропретором Нижней Германии, предположительно, находясь на этом посту с 78 года по 80/81 год.
Внук Децима Юния, Гай Новий Приск, был консулом-суффектом в 152 году.